# Elephant Island (ö i Kenya)
Elephant Island är en ö i Kenya.   Den ligger i länet Tana River, i den sydöstra delen av landet, 400 km öster om huvudstaden Nairobi.